# Finales NBA 1975
Navigation
Finales 1974 Finales 1976
Les finales NBA 1975 sont la dernière série de matchs de la saison 1974-1975 de la NBA et la conclusion des séries éliminatoires (playoffs) de la saison. Le champion de la Conférence Est, les Bullets de Washington rencontrent le champion de la Conférence Ouest les  Warriors de Golden State. Les Warriors l'emportent en quatre matchs et empochent leur troisième titre et Rick Barry est nommé MVP des Finales (meilleur joueur des finales).
Les matchs à domicile des Warriors ont été joués au Cow Palace à Daly City (près de San Francisco) en raison de conflits d'horaires sur leur terrain habituel de l'Oracle Arena pendant la semaine du 19 au 26 mai. 
La série est remarquable car il s'agissait de la première série de finales, dans l'une des quatre grandes ligues sportives professionnelles nord-américaines, à présenter deux entraîneurs afro-américains, avec Al Attles à la tête des Warriors et K. C. Jones aux manettes des Bullets.

## Contexte

### Bullets de Washington
Les Bullets de Washington étaient dans leur deuxième saison dans la région métropolitaine de Washington, après avoir quitté Baltimore avant la saison 1973-1974. Les Bullets, menés par Wes Unseld et Elvin Hayes, et entraînés par K. C. Jones, ont remporté 60 matchs cette saison, puis ont vaincu les Braves de Buffalo et le champion en titre, les Celtics de Boston en sept et six matchs, respectivement. La franchise Bullets s'est dirigée vers leur deuxième apparition en finale NBA, dont la dernière était face aux Bucks de Milwaukee en 1971. 

### Warriors de Golden State
Les Warriors de Golden State ont participé pour la dernière fois aux finales NBA en 1967, alors qu'ils étaient encore à San Francisco. Au cours des années qui ont suivi, ils ont déménagé à Oakland, ont brièvement perdu Rick Barry au profit de l'American Basketball Association (ABA) et ont nommé Al Attles comme entraîneur. Avant le début de la saison 1974-1975, ils ont échangé Nate Thurmond aux Bulls de Chicago pour le jeune pivot Clifford Ray. Ils ont également recruté Jamaal Wilkes, alors connu sous le nom de Keith Wilkes. Les Warriors ont réussi à terminer la saison au sommet de la Conférence Ouest avec 48 victoires. En playoffs, ils ont vaincu les SuperSonics de Seattle en six matchs, puis éliminé Thurmond et les Bulls en sept matchs pour se qualifier pour la finale. 

## Classements de la saison régulière
| Champion de division | Qualifié pour les playoffs | Non qualifié pour les playoffs |

| Conférence Est | Conférence Est              | Conférence Est | Conférence Est | Conférence Est |
| No             | Franchise                   | Vic.           | Déf.           | PCT            |
| -------------- | --------------------------- | -------------- | -------------- | -------------- |
| 1              | Celtics de Boston           | 60             | 22             | 73.2           |
| 2              | Bullets de Washington       | 60             | 22             | 73.2           |
| 3              | Braves de Buffalo           | 49             | 33             | 59.8           |
| 4              | Rockets de Houston          | 41             | 41             | 50.0           |
| 5              | Knicks de New York          | 40             | 42             | 48.8           |
|                |                             |                |                |                |
| 6              | Cavaliers de Cleveland      | 40             | 42             | 48.8           |
| 7              | 76ers de Philadelphie       | 34             | 48             | 41.5           |
| 8              | Hawks d'Atlanta             | 31             | 51             | 37.8           |
| 9              | Jazz de La Nouvelle-Orléans | 23             | 59             | 28.0           |

| Conférence Ouest | Conférence Ouest           | Conférence Ouest | Conférence Ouest | Conférence Ouest |
| No               | Franchise                  | Vic.             | Déf.             | PCT              |
| ---------------- | -------------------------- | ---------------- | ---------------- | ---------------- |
| 1                | Warriors de Golden State C | 48               | 34               | 58.5             |
| 2                | Bulls de Chicago           | 47               | 35               | 57.3             |
| 3                | Kings de Kansas City-Omaha | 44               | 38               | 53.7             |
| 4                | SuperSonics de Seattle     | 43               | 39               | 52.4             |
| 5                | Pistons de Détroit         | 40               | 42               | 48.8             |
|                  |                            |                  |                  |                  |
| 6                | Trail Blazers de Portland  | 38               | 44               | 46.3             |
| 6                | Bucks de Milwaukee         | 38               | 44               | 46.3             |
| 8                | Suns de Phoenix            | 32               | 50               | 39.0             |
| 9                | Lakers de Los Angeles      | 30               | 52               | 36.6             |

C - Champions NBA

### Tableau des playoffs
|  | Premier tour     | Premier tour           | Premier tour             |                        |   | Demi-finales de Conférence | Demi-finales de Conférence | Demi-finales de Conférence |  |   | Finales de Conférence    | Finales de Conférence | Finales de Conférence |   |  | Finales NBA | Finales NBA | Finales NBA |
|  |                  |                        |                          |                        |   |                            |                            |                            |  |   |                          |                       |                       |   |  |             |             |             |
|  |                  |                        |                          |                        |   |                            |                            |                            |  |   |                          |                       |                       |   |  |             |             |             |
|  |                  | 1                      | Celtics de Boston        | 4                      |   |                            |                            |                            |  |   |                          |                       |                       |   |  |             |             |             |
|  |                  |                        |                          | 4                      |   |                            |                            |                            |  |   |                          |                       |                       |   |  |             |             |             |
|  |                  |                        | 4                        | Rockets de Houston     | 1 |                            |                            |                            |  |   |                          |                       |                       |   |  |             |             |             |
|  | 4                | Rockets de Houston     | 4                        | Rockets de Houston     | 1 | 2                          |                            |                            |  |   |                          |                       |                       |   |  |             |             |             |
|  | 4                | Rockets de Houston     |                          |                        |   | 2                          |                            |                            |  |   |                          |                       |                       |   |  |             |             |             |
|  | 5                | Knicks de New York     | 1                        |                        |   |                            |                            |                            |  |   |                          |                       |                       |   |  |             |             |             |
|  | 5                | Knicks de New York     | 1                        |                        |   |                            |                            |                            |  | 1 | Celtics de Boston        | 2                     |                       |   |  |             |             |             |
|  | Conférence Est   |                        |                          |                        |   |                            |                            |                            |  | 1 | Celtics de Boston        | 2                     |                       |   |  |             |             |             |
|  |                  | 2                      | Bullets de Washington    | 4                      |   |                            |                            |                            |  |   |                          |                       |                       |   |  |             |             |             |
|  |                  | 2                      | Bullets de Washington    | 4                      |   |                            |                            |                            |  |   |                          |                       |                       |   |  |             |             |             |
|  |                  |                        |                          |                        |   |                            |                            |                            |  |   |                          |                       |                       |   |  |             |             |             |
|  |                  |                        |                          |                        |   |                            |                            |                            |  |   |                          |                       |                       |   |  |             |             |             |
|  |                  | 3                      | Braves de Buffalo        | 3                      |   |                            |                            |                            |  |   |                          |                       |                       |   |  |             |             |             |
|  |                  |                        |                          | 3                      |   |                            |                            |                            |  |   |                          |                       |                       |   |  |             |             |             |
|  |                  |                        | 2                        | Bullets de Washington  | 4 |                            |                            |                            |  |   |                          |                       |                       |   |  |             |             |             |
|  |                  |                        | 2                        | Bullets de Washington  | 4 |                            |                            |                            |  |   |                          |                       |                       |   |  |             |             |             |
|  |                  |                        |                          |                        |   |                            |                            |                            |  |   |                          |                       |                       |   |  |             |             |             |
|  |                  |                        |                          |                        |   |                            |                            |                            |  |   |                          |                       |                       |   |  |             |             |             |
|  |                  |                        |                          |                        |   |                            |                            |                            |  |   |                          | E2                    | Bullets de Washington | 0 |  |             |             |             |
|  |                  |                        |                          |                        |   |                            |                            |                            |  |   |                          |                       |                       |   |  |             |             |             |
|  |                  | O1                     | Warriors de Golden State | 4                      |   |                            |                            |                            |  |   |                          |                       |                       |   |  |             |             |             |
|  |                  | O1                     | Warriors de Golden State | 4                      |   |                            |                            |                            |  |   |                          |                       |                       |   |  |             |             |             |
|  |                  |                        |                          |                        |   |                            |                            |                            |  |   |                          |                       |                       |   |  |             |             |             |
|  |                  |                        |                          |                        |   |                            |                            |                            |  |   |                          |                       |                       |   |  |             |             |             |
|  |                  | 1                      | Warriors de Golden State | 4                      |   |                            |                            |                            |  |   |                          |                       |                       |   |  |             |             |             |
|  |                  |                        |                          | 4                      |   |                            |                            |                            |  |   |                          |                       |                       |   |  |             |             |             |
|  |                  |                        | 5                        | SuperSonics de Seattle | 2 |                            |                            |                            |  |   |                          |                       |                       |   |  |             |             |             |
|  | 4                | SuperSonics de Seattle | 5                        | SuperSonics de Seattle | 2 | 2                          |                            |                            |  |   |                          |                       |                       |   |  |             |             |             |
|  | 4                | SuperSonics de Seattle |                          |                        |   | 2                          |                            |                            |  |   |                          |                       |                       |   |  |             |             |             |
|  | 5                | Pistons de Détroit     | 1                        |                        |   |                            |                            |                            |  |   |                          |                       |                       |   |  |             |             |             |
|  | 5                | Pistons de Détroit     | 1                        |                        |   |                            |                            |                            |  | 1 | Warriors de Golden State | 4                     |                       |   |  |             |             |             |
|  | Conférence Ouest |                        |                          |                        |   |                            |                            |                            |  | 1 | Warriors de Golden State | 4                     |                       |   |  |             |             |             |
|  |                  | 3                      | Bulls de Chicago         | 3                      |   |                            |                            |                            |  |   |                          |                       |                       |   |  |             |             |             |
|  |                  | 3                      | Bulls de Chicago         | 3                      |   |                            |                            |                            |  |   |                          |                       |                       |   |  |             |             |             |
|  |                  |                        |                          |                        |   |                            |                            |                            |  |   |                          |                       |                       |   |  |             |             |             |
|  |                  |                        |                          |                        |   |                            |                            |                            |  |   |                          |                       |                       |   |  |             |             |             |
|  |                  | 3                      | Kings de Kansas City     | 2                      |   |                            |                            |                            |  |   |                          |                       |                       |   |  |             |             |             |
|  |                  |                        |                          | 2                      |   |                            |                            |                            |  |   |                          |                       |                       |   |  |             |             |             |
|  |                  |                        | 2                        | Bulls de Chicago       | 4 |                            |                            |                            |  |   |                          |                       |                       |   |  |             |             |             |
|  |                  |                        | 2                        | Bulls de Chicago       | 4 |                            |                            |                            |  |   |                          |                       |                       |   |  |             |             |             |
|  |                  |                        |                          |                        |   |                            |                            |                            |  |   |                          |                       |                       |   |  |             |             |             |

## Résumé de la finale NBA
| Match  | Date   | Équipe à domicile | Résultat      | Equipe à l'extérieur |
| ------ | ------ | ----------------- | ------------- | -------------------- |
| Game 1 | 18 mai | Washington        | 95-101 (0-1)  | Golden State         |
| Game 2 | 30 mai | Golden State      | 92-91 (2-0)   | Washington           |
| Game 3 | 23 mai | Golden State      | 109-101 (3-0) | Washington           |
| Game 4 | 25 mai | Washington        | 95-96 (0-4)   | Golden State         |

## Équipes

### Bullets de Washington
| Effectif des Bullets de Washington - 1974-1975 |
| --- |
| 6 Mike Riordan • 11 Elvin Hayes • 12 Nick Weatherspoon • 21 Dick Gibbs • 22 Tom Kozelko • 23 Dennis DuVal • 33 Leonard Robinson • 41 Wes Unseld • 45 Phil Chenier Entraîneur : K. C. Jones |

### Warriors de Golden State
| Effectif des Warriors de Golden State - 1974-1975 |
| --- |
| 10 Charles Johnson • 15 Charles Dudley • 20 Phil Smith • 21 Butch Beard • 22 Steve Bracey • 23 Jeff Mullins • 24 Rick Barry (MVP Finales) •32 Bill Bridges • 40 Derrek Dickey • 41 Jamaal Wilkes • 44 Clifford Ray • 52 George Johnson Entraîneur : Al Attles |